# Goran Knežević
Goran Knežević (cyr. Горан Кнежевић; ur. 12 maja 1957 w Banatskim Karlovacu) – serbski polityk, samorządowiec, przedsiębiorca, koszykarz i działacz sportowy, parlamentarzysta, w latach 2012–2013 minister rolnictwa, od 2016 do 2020 minister gospodarki.

## Życiorys
Ukończył szkołę średnią w Zrenjaninie, a następnie studia ekonomiczne na Uniwersytecie w Belgradzie. W młodości był profesjonalnym koszykarzem, występował w drużynach ze Zrenjanina i Nowego Sadu, później w Partizanie Belgrad. Z tym ostatnim klubem w sezonie 1978/1979 wywalczył mistrzostwo i puchar Jugosławii, a także Puchar Koracia.
Pracę zawodową rozpoczął w kombinacie „Servo Mihalj” w rodzinnej miejscowości, później zajmował się prowadzeniem własnej działalności gospodarczej. Zaangażował się w działalność polityczną w ramach Partii Demokratycznej, w 2000 stanął na czele tego ugrupowania w Zrenjaninie. W 2003 uzyskał mandat posła do Zgromadzenia Narodowego. W 2004 i 2008 był natomiast wybierany na burmistrza Zrenjanina. Od 2005 do 2006 był prezesem federacji koszykarskiej Serbii i Czarnogóry.
W październiku 2008 Goran Knežević został tymczasowo aresztowany pod zarzutami korupcji i defraudacji, zwolniono go po trzynastu miesiącach, w międzyczasie (w kwietniu 2009) odwołując z urzędu burmistrza. Polityk nie przyznał się do sprawstwa, uznając postępowanie karne za motywowane politycznie. W listopadzie 2012 został uniewinniony od popełnienia zarzucanych mu czynów.
W 2010 dołączył do Serbskiej Partii Postępowej, obejmując funkcję jej wiceprzewodniczącego. W lipcu 2012 ponownie stanął na czele władz miejskich. Zrezygnował jeszcze w tym samym miesiącu w związku z nominacją na urząd ministra rolnictwa, leśnictwa i gospodarki wodnej w rządzie Ivicy Dačicia. Stanowisko to zajmował do września 2013. W 2014 i 2016 z ramienia postępowców uzyskiwał mandat poselski. W sierpniu 2016 powrócił w skład administracji rządowej jako minister gospodarki w drugim gabinecie Aleksandara Vučicia. Pozostał na tej funkcji również w utworzonym w czerwcu 2017 rządzie Any Brnabić. Zakończył urzędowanie w październiku 2020.